# くにがみ型巡視船
くにがみ型巡視船（くにがみがたじゅんしせん、英語: Kunigami-class patrol vessel）は、海上保安庁の巡視船の船級。区分上はPL（Patrol vessel Large）型。公称船型は1,000トン型。また配置替えに伴って1番船（ネームシップ）が改名したことから、くにさき型とも称される。

## 来歴
従来、海上保安庁のPL型巡視船は、いずれも排水量型の船型を採用してきた。しかし不審船事案や尖閣諸島問題対処の必要から平成14・15年度では高速高機能大型巡視船（あそ型）、平成17年度以降は拠点機能強化型巡視船（はてるま型）と、いずれも警備能力を重視した滑走船型の高速船が建造された。これらの高速巡視船は高速航行時の運動性は優れていたものの、特にフィンスタビライザーの効果が落ちる低速・停船時の動揺が大きく、また船殻軽量化のため船型を切り詰めたために船内容積や航続力の面で妥協した部分も多かった。
一方、最初の1,000トン型PLであるしれとこ型は、昭和52年度補正計画から同55年度で計28隻という多数が建造されたが、相次いで船齢30年を超え、2010年代において代替が必要となっていた。一部ははてるま型で代替されたものの、汎用型のしれとこ型を警備機能重視のはてるま型で代替するのは限界があり、平成21年度補正計画では、速力の要求を緩和した汎用型の巡視船2隻（ヘリ甲板付き）が建造されることになった。これが本型である。
しかし、この2隻は1隻あたりの建造費が74億円まで高騰したことから、平成22年度予算において要求された2隻の追加建造は認められず、同年度補正予算においては、ヘリ甲板を省くとともに船型も多少小型化して価格低減を図ったいわみ型（1隻約55.25億円）2隻が建造された。その後も1,000トン型PLとしてはいわみ型の建造が継続され、くにがみ型の建造見込みは立たなかったが、2013年1月に尖閣諸島の警備に専従する部隊の創設が決定されると、この任務にはいわみ型では機能的に不足と判断されたことから、建造前のいわみ型の予算要求は取り消され、本型の建造を再開してこれに充当することとなった。平成24年度予備費および補正計画で計10隻が建造配備されたが、この時の建造費は1隻57億円まで低減された。
その後も、老朽船の代替や増強配備用として本型の建造が継続されていった。平成25年度補正計画で建造された6隻（内2隻救難型）の建造単価は約60.6億円、また平成29年度補正予算で建造された救難型1隻（PL92えちぜん）の建造単価は約68億円となっている。

## 設計
上記の経緯より、本型では、船型は排水量型、船質は鋼（主船体は高張力鋼および軟鋼、上部構造物はアルミニウム合金）と、いずれも従来の方式に回帰している。また低速航行時の安定性改善のため、減揺装置としては、フィンスタビライザー1組とともに、上部構造物後方に減揺タンク（ART）を備えている。これらの装備により、乗員の負担は大幅に軽減された。なお船尾甲板は発着甲板（ヘリコプター甲板）とされており、ヘリコプターに対して電源や燃料を供給できる。
同世代の巡視船と同様に指揮機能の集約を図っており、船橋に機関管制盤2基を配置したほか、操舵室の後方にはOIC（Operation Information Center）室が配置され、通信区画や武器管制区画が設けられている。なお窓は防弾ガラス、囲壁も防弾仕様とされている。また操舵室の下には電気機器室（OAフロア）も設けられた。
主機関は単機出力6,600 kW (8,900 hp)と強力なディーゼルエンジンを2基搭載しており、機種として18番船まではPLHでも採用実績のあるSEMT ピルスティク12PC2-6V型をJFEエンジニアリング、IHI原動機、三井E&S DUでライセンス生産した上で搭載し、19番船以降はJFEエンジニアリング製は12PC2-6Vであるが、IHI原動機製についてはニイガタ18MG28AHXを搭載している。推進器はやはり従来の方式に回帰してスクリュープロペラが採用された。速力の要求は緩和されたとはいえ、それでも23ノットの速力は確保されている。
なお、高速高機能大型巡視船やはてるま型で不評だった舷側排気は廃止され、従来通りの煙突が復活している。その為、ファンネルマークも復活した。

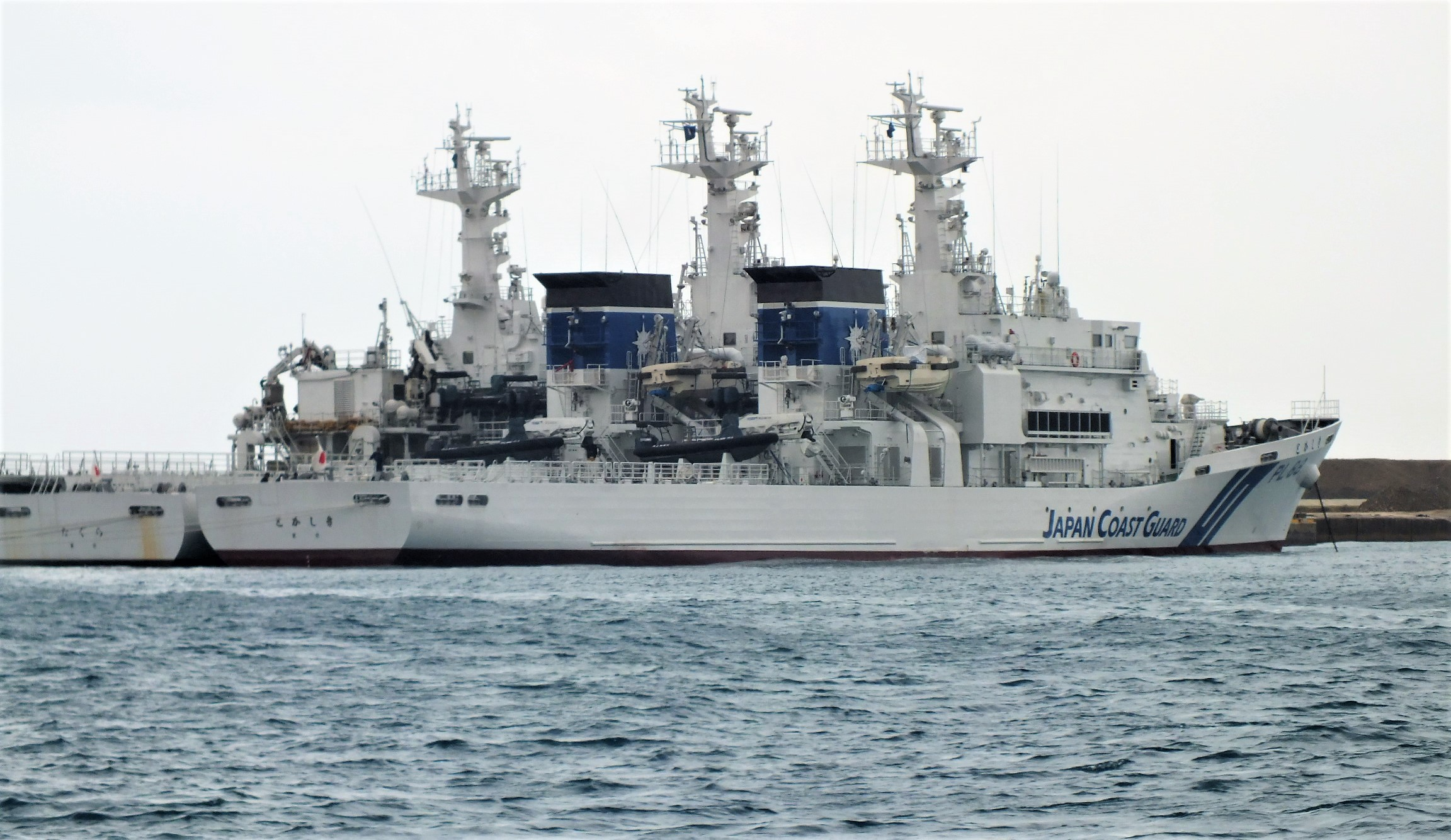
PL-88「とかしき」（手前）とPL-82「なぐら」
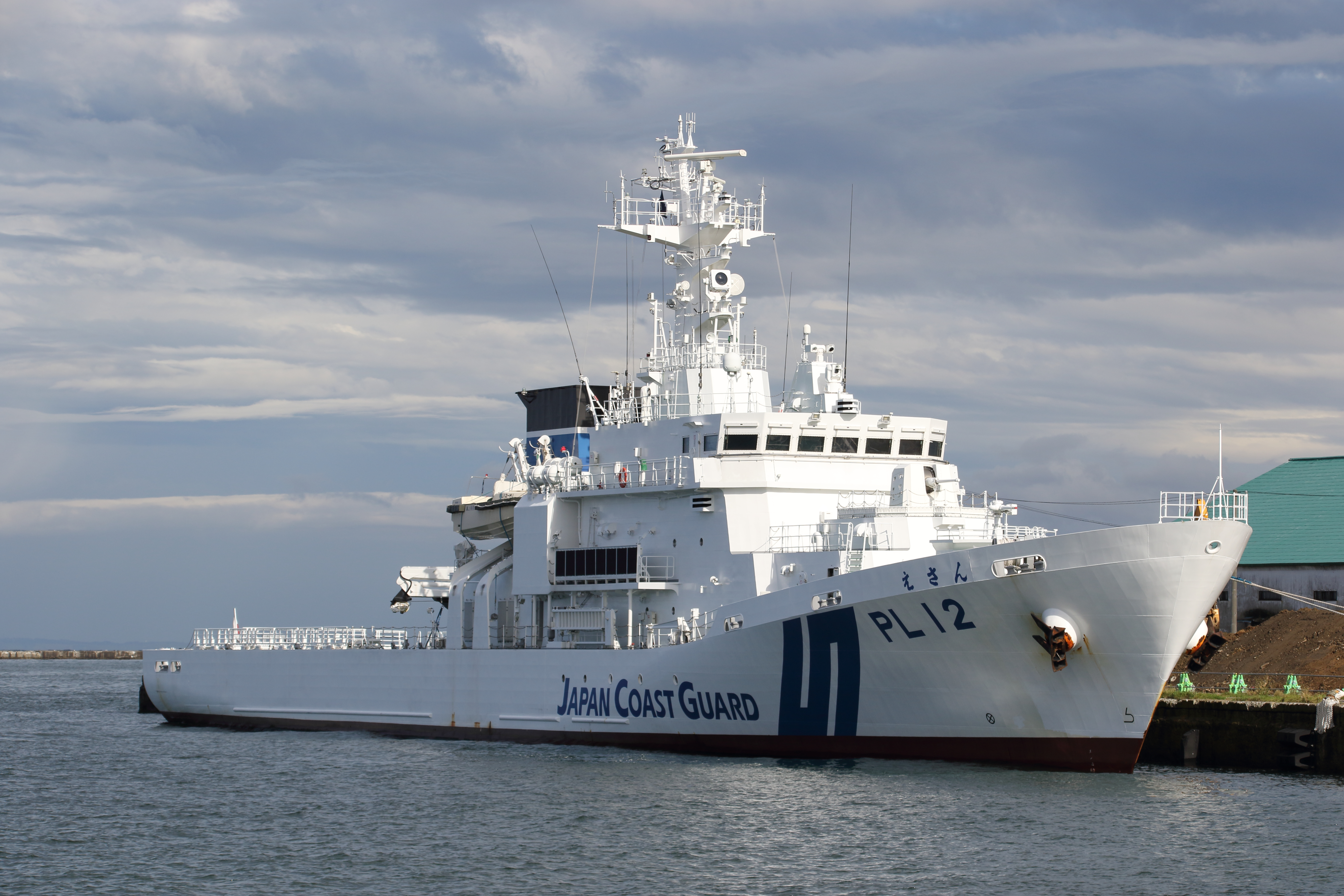
小樽港に停泊する「えさん」（現「あぐに」）

## 装備
主兵装は赤外線捜索監視装置との連接によって目標追尾型遠隔操縦機能（RFS）を備えたJM61-RFS 20mm多銃身機銃とされた。また平成25年度補正計画以降において尖閣専従部隊とは別枠の老朽更新用として整備される分（13番船以降）では、はてるま型と同様により本格的な射撃管制機能（FCS）を備えたブッシュマスターII 30mm単装機銃を搭載した。
また操舵室上にはこれらの射撃指揮用に用いられる赤外線捜索監視装置とともに遠隔監視採証装置も設置されている。
はてるま型と同様の高圧放水銃も搭載された。これは消防船「ひりゆう」が船橋上に装備しているものをもとに多少圧力を高めて使用しており、放水能力は毎分2万リットルに達する。
搭載艇としては煙突の右舷側には高速警備救難艇を、左舷側と後方（ヘリ甲板前部）に複合艇をそれぞれ1隻ずつと、合計3隻を搭載した。はてるま型の搭載艇は複合艇のみを積んでいたが、高速警備救難艇は複合艇よりも速度は劣るものの救難用途の場合はかえって優れている場合もあることから、本型では高速警備救難艇も復活することになった。
なお平成25年度補正計画で建造された船のうち、PL-01「おき」及び02「えりも」は救難強化巡視船として煙突直後に救難機材庫が設置されているため、搭載艇は高速警備救難艇と複合艇が1隻ずつのみとなっている。一方、その後に建造された残り2隻であるPL-91「つるが」及び92「えちぜん」は、警備業務を優先しているために救難機材庫を持たず、従来どおりに計3隻の搭載となっているとされていたが、後に「えちぜん」は潜水指定船としての艤装を施されていることが公表された。
2024(令和06)年11月から2025(令和07)年1月のドックにおいてPL89えさんについてヘリ甲板上の搭載艇(PL89-M3)を撤去、救難資機材庫が設置された。
令和3年度補正予算（2025（令和07）年2月20日就役予定)のPL95いらぶにあっては搭載艇GBが一隻追加されているが従来の方式と搭載艇の載せ方が違い、ヘリ甲板としての機能（ヘリ離発着）が不可能になっている（手摺も起倒式ではないのが見受けられる）等各部に変更が見受けられる。

## 同型船

### 一覧表
| 計画年度               | 船番  | 船名     | 建造所                                | 起工           | 進水           | 就役/配属替え  | 配属先            | その後                 |
| ---------------------- | ----- | -------- | ------------------------------------- | -------------- | -------------- | -------------- | ----------------- | ---------------------- |
| 平成21年度補正予算     | PL-09 | くにがみ | 三菱重工業下関造船所                  | 2011年2月28日  | 2011年11月28日 | 2012年4月27日  | 中城 (第十一管区) | 配属替えに伴い船名変更 |
| 平成21年度補正予算     | PL-09 | くにさき | 三菱重工業下関造船所                  | 2011年2月28日  | 2011年11月28日 | 2016年10月18日 | 門司 (第七管区)   |                        |
| 平成21年度補正予算     | PL-10 | もとぶ   | 三菱重工業下関造船所                  | 2011年2月28日  | 2011年8月19日  | 2012年4月27日  | 那覇 (第十一管区) | 配属替えに伴い船名変更 |
| 平成21年度補正予算     | PL-10 | ぶこう   | 三菱重工業下関造船所                  | 2011年2月28日  | 2011年8月19日  | 2016年10月29日 | 横浜 (第三管区)   |                        |
| 平成24年度予備費       | PL-81 | たけとみ | 三菱重工業下関造船所                  | 2013年3月1日   | 2014年3月5日   | 2014年9月26日  | 石垣 (第十一管区) |                        |
| 平成24年度予備費       | PL-82 | なぐら   | 三菱重工業下関造船所                  | 2013年3月1日   | 2014年3月29日  | 2014年9月26日  | 石垣 (第十一管区) |                        |
| 平成24年度予備費       | PL-83 | かびら   | 三菱重工業下関造船所                  | 2013年3月1日   | 2014年4月28日  | 2014年11月7日  | 石垣 (第十一管区) |                        |
| 平成24年度予備費       | PL-84 | ざんぱ   | 三菱重工業下関造船所                  | 2013年3月1日   | 2014年9月12日  | 2015年2月25日  | 石垣 (第十一管区) |                        |
| 平成24年度補正予算     | PL-85 | たらま   | JMU磯子工場                           | 2014年1月24日  | 2014年8月28日  | 2015年11月25日 | 石垣 (第十一管区) |                        |
| 平成24年度補正予算     | PL-86 | いけま   | JMU磯子工場                           | 2014年1月24日  | 2014年8月24日  | 2015年11月25日 | 石垣 (第十一管区) | 配属替えに伴い船名変更 |
| 平成24年度補正予算     | PL-86 | うらど   | JMU磯子工場                           | 2014年1月24日  | 2014年8月24日  | 2025年1月14日  | 高知 (第五管区)   |                        |
| 平成24年度補正予算     | PL-87 | いらぶ   | 三井造船玉野事業所                    | 2013年11月26日 | 2015年3月23日  | 2015年11月25日 | 石垣 (第十一管区) | 配属替えに伴い船名変更 |
| 平成24年度補正予算     | PL-87 | いまり   | 三井造船玉野事業所                    | 2013年11月26日 | 2015年3月23日  | 2024年1月19日  | 唐津 (第七管区)   |                        |
| 平成24年度補正予算     | PL-88 | とかしき | 三菱重工業下関造船所                  | 2013年11月26日 | 2015年8月20日  | 2016年2月4日   | 石垣 (第十一管区) |                        |
| 平成24年度補正予算     | PL-89 | あぐに   | 三井造船玉野事業所                    | 2014年2月27日  | 2015年7月13日  | 2016年2月24日  | 石垣 (第十一管区) | 配属替えに伴い船名変更 |
| 平成24年度補正予算     | PL-89 | えさん   | 三井造船玉野事業所                    | 2014年2月27日  | 2015年7月13日  | 2023年2月22日  | 小樽 (第一管区)   |                        |
| 平成24年度補正予算     | PL-90 | いぜな   | 三菱重工業下関造船所                  | 2014年2月27日  | 2015年9月30日  | 2016年2月24日  | 石垣 (第十一管区) |                        |
| 平成25年度補正予算     | PL-11 | りしり   | 三菱重工業下関造船所                  | 2015年2月24日  | 2016年3月21日  | 2016年10月27日 | 稚内 (第一管区)   |                        |
| 平成25年度補正予算     | PL-12 | えさん   | 三菱重工業下関造船所                  | 2015年2月24日  | 2016年5月11日  | 2016年10月27日 | 小樽 (第一管区)   | 配属替えに伴い船名変更 |
| 平成25年度補正予算     | PL-12 | あぐに   | 三菱重工業下関造船所                  | 2015年2月24日  | 2016年5月11日  | 2023年2月22日  | 石垣 (第十一管区) |                        |
| 平成25年度補正予算     | PL-13 | もとぶ   | JMU磯子工場                           | 2014年3月20日  | 2015年12月17日 | 2016年11月29日 | 那覇 (第十一管区) |                        |
| 平成25年度補正予算     | PL-13 | もとぶ   | JMU磯子工場                           | 2014年3月20日  | 2015年12月17日 | 2018年4月1日   | 横浜 (第三管区)   |                        |
| 平成25年度補正予算     | PL-13 | もとぶ   | JMU磯子工場                           | 2014年3月20日  | 2015年12月17日 | 2019年12月17日 | 石垣 (第十一管区) |                        |
| 平成25年度補正予算     | PL-14 | よなくに | 三井造船玉野事業所                    | 2014年3月20日  | 2016年3月24日  | 2016年11月25日 | 石垣 (第十一管区) |                        |
| 平成25年度補正予算     | PL-01 | おき     | 三菱重工業下関造船所                  | 2015年2月24日  | 2016年6月24日  | 2017年2月27日  | 境 (第八管区)     |                        |
| 平成25年度補正予算     | PL-02 | えりも   | 三菱重工業下関造船所                  | 2015年2月24日  | 2016年9月20日  | 2017年2月27日  | 釧路 (第一管区)   |                        |
| 平成29年度予算         | PL-91 | つるが   | JMU磯子工場                           | 2018年2月19日  | 2019年2月27日  | 2020年5月15日  | 敦賀 (第八管区)   |                        |
| 平成29年度補正予算     | PL-92 | えちぜん | 三井造船玉野事業所                    | 2018年11月27日 | 2019年10月16日 | 2020年7月30日  | 敦賀 (第八管区)   |                        |
| 令和元年度補正予算     | PL-93 | わかさ   | JMU磯子工場                           | 2020年3月12日  | 2022年2月15日  | 2023年2月13日  | 舞鶴 (第八管区)   |                        |
| 令和2年度第3次補正予算 | PL-94 | はてるま | 三菱重工マリタイムシステムズ 玉野工場 | 2021年3月5日   | 2023年2月9日   | 2024年2月22日  | 石垣 (第十一管区) |                        |
| 令和3年度補正予算      | PL-95 | いらぶ   | JMU磯子工場                           |                | 2024年3月16日  | 2025年2月20日  | 石垣 (第十一管区) |                        |
| 令和6年度予算          | PL-   |          | 三菱重工業下関造船所                  |                |                | 2027年度予定   |                   |                        |
| 令和6年度予算          | PL-   |          | 三菱重工業下関造船所                  |                |                | 2027年度予定   |                   |                        |
| 令和6年度予算          | PL-   |          | JMU磯子工場                           |                |                | 2027年度予定   |                   |                        |
| 令和6年度予算          | PL-   |          | JMU磯子工場                           |                |                | 2027年度予定   |                   |                        |

### 運用史
上記の通り平成21年度補正予算で2隻の建造予算が計上されたが、汎用性の追及により建造費が高騰したため、平成22年度補正予算、平成23年度予算、23年度第3次補正予算では、より安価ないわみ型の建造予算が6隻分計上された。当初は平成25年度予算概算要求でもいわみ型4隻が計上されていたが、尖閣諸島国有化以降の尖閣諸島海域における事態の緊迫化を受けて取り消され、平成24年度予備費で本型4隻、平成24年度補正予算で本型6隻の建造予算が計上された。さらに平成25年度補正予算でも6隻（標準型4隻、救難強化仕様2隻）の新規建造と、平成24年度予備措置船2隻の建造前倒しが認められている。
2016年2月24日のPL-89「あぐに」とPL-90「いぜな」の就役をもって、つがる型2隻（PLH04うるま、PLH09りゅうきゅう）と石垣港を拠点とする本型10隻（令和4年4月1日現在、PL81～90）の計12隻の尖閣領海警備専従体制が完成した。本型のうち6隻で複数クルー制(令和4年4月1日現在3隻（PL81、82、83）4クルー、3隻（PL84、88、90)4クルー）を採用し、他船（令和4年4月1日現在、固定クルー4隻（PL85、86、87、89））と合わせ12隻分の稼働率を確保し大型巡視船14隻相当の勢力となる。
なお海上保安庁では船艇の番号について明確な規程がないことから、初期建造船(PL09、PL10)と尖閣専従部隊向け（PL81～90）、老朽更新向け（PL11～14、PL01、PL02）、そして原発警備向け（PL91～93）とで同型船の番号が4度も大きく飛ぶという異例の措置になっている。、以降継続して増強石垣入替（PL94～）が建造されている。

### 派生型
本型をベースとして、フィリピン沿岸警備隊向けテレサ・マグバヌア型巡視船2隻を三菱重工業が受注、下関造船所江浦工場において建造された。この巡視船は97メートル型で、中型ヘリコプターの離着船が出来る甲板と格納庫が設置され、煙突が2本となっている。引渡し時においては非武装。
ネームシップは2022年5月6日に、2番船「メルチョラ・アキノ」も2022年6月12日にそれぞれフィリピン沿岸警備隊で就役した。
| 船番      | 船名                                   | 進水            | 就役           |
| --------- | -------------------------------------- | --------------- | -------------- |
| MRRV-9701 | テレサ・マグバヌア BRP Teresa Magbanua | 2021年 7月26日  | 2022年 5月6日  |
| MRRV-9702 | メルチョラ・アキノ BRP Melchora Aquino | 2021年 11月18日 | 2022年 6月12日 |